# II-15
De II-15 is een nationale weg van de tweede klasse in Bulgarije. De weg loopt van Vratsa via Orjachovo naar Roemenië. De II-15 is 75 kilometer lang.